# Nantwich Town FC
Nantwich Town FC är en engelsk fotbollsklubb i Nantwich, grundad 1884 under namnet Nantwich FC. 1973 ändrade man till det nuvarande namnet. Hemmamatcherna spelas på The Weaver Stadium. Klubbens smeknamn är The Dabbers. Klubben spelar i Northern Premier League Premier Division.

## Meriter
- FA Vase: 2005/06
- Cheshire County League: 1980/81
- Cheshire Senior Cup: 1932/33, 1975/76, 2007/08
- North West Counties Football League Challenge Cup: 1994/95
- Mid Cheshire Football League: 1963/64
- Mid Cheshire Football League Cup: 1961/62, 1963/64
- Crewe Amateur Combination: 1946/47
- Northern Premier League Division One South: Playoffvinnare 2007/08